# Nicholas Murray Butler
Nicholas Murray Butler (født 2. april 1862, død 7. december 1947) var en amerikansk politiker og akademiker.
Han blev tildelt Nobels fredspris sammen med Jane Addams i 1931.